# La seconda notte di nozze
Pour plus de détails, voir Fiche technique et Distribution.
La seconda notte di nozze est un film italien réalisé par Pupi Avati, sorti en 2005.

## Synopsis
Premières années de la Seconde Guerre mondiale. Liliana restée veuve le lendemain de son mariage est en difficultés financières et est obligée de quitter Bologne avec son fils Nino, un voleur qui n'a pas hésité à exploiter sa mère, volé une voiture, avec tous les bagages attachés, à une famille qui l'avait engagé comme chauffeur. Elle écrit à son beau-frère Giordano pour lui demander de l'aide : Giordano lui répond en lui avouant un amour pour elle qui remonte à son adolescence, avant le mariage avec son frère.
Nino convainc sa mère, d'abord réticente, d'aller dans les Pouilles où se trouve l'oncle qui a quelques possessions et qui est hospitalisé à l'asile.
Après diverses péripéties, Liliana accepte d'épouser son beau frère Giordano à condition que le mariage soit « consommé » seulement après une requête qui sera spécifiée seulement pendant la nuit des secondes noces.

## Fiche technique
- Titre : La seconda notte di nozze
- Réalisation : Pupi Avati
- Scénario : Pupi Avati
- Photographie : Pasquale Rachini
- Montage : Amedeo Salfa
- Musique : Riz Ortolani
- Producteur : Antonio Avati
- Pays d'origine :  Italie
- Langue : Italien
- Genre : comédie dramatique
- Date de sortie : 2005

## Distribution
- Antonio Albanese : Giordano Ricci
- Neri Marcorè : Nino Ricci
- Katia Ricciarelli : Lilliana Vespero
- Angela Luce : Suntina Ricci
- Manuela Morabito : Estrelita
- Marisa Merlini : Eugenia Ricci
- Robert Madison : Enzo Fiermonte
- Valeria D'Obici : la mère de Clara
- Toni Santagata